# Le Deuxième Souffle (film, 1966)
Pour l’article homonyme, voir Le Deuxième Souffle (homonymie).
Pour plus de détails, voir Fiche technique et Distribution.
Le Deuxième Souffle est un film français de Jean-Pierre Melville, sorti en 1966, adapté du roman éponyme de José Giovanni. Il a fait à l'époque l'objet d'une réception critique très abondante et plutôt élogieuse. Alain Corneau en a réalisé une nouvelle adaptation sortie en 2007.

## Synopsis
Gustave Minda, dit « Gu », s'est évadé de prison. Connu du milieu pour sa fiabilité et son courage, il retrouve à Paris sa sœur Simone Pelletier, dite « Manouche », qui lui voue une affection passionnée et avec qui il a fait maints mauvais coups, ainsi que son ami fidèle, Alban.
Dans un bar-restaurant de l'avenue Kléber, une fusillade éclate. Le gérant, « Jacques-le-Notaire », est tué sous les yeux de Manouche, qui partage sa vie. Le commissaire Blot, qui connaît bien tout ce beau monde, et qui est sans doute secrètement amoureux de Manouche, est chargé de l'enquête. Il comprend sans peine qu'il a affaire à un règlement de comptes entre truands. Et de fait, le lendemain soir, Manouche reçoit la visite de deux hommes de main envoyés par Jo Ricci, auteur de la fusillade. Ce malfrat sans honneur souhaite l'intimider et la faire chanter. Gu arrive à temps pour mettre les deux sbires hors d'état de nuire. Dans une voiture en marche, il les abat en forêt de Ville-d'Avray. Blot soupçonne aussitôt Gu, qui a utilisé pareille méthode, quinze  ans plus tôt, pour éliminer « Francis-le-Bancal ».
Manouche et Alban cachent Gu dans un appartement miteux de Montrouge. Gu souhaite fuir en Italie mais il manque d'argent. Manouche se charge du départ : près de Marseille, son cousin Théo, pêcheur et passeur à ses heures, lui prête la maison isolée héritée de son père et peut fournir à Gu de faux-papiers. Entre-temps, Orloff, une vieille relation de Gu, est approché par Paul Ricci, frère de Jo et ami de Gu, pour braquer dans le midi un fourgon contenant 500 kilos de platine. Cela nécessite d'assassiner les deux motards de l'escorte. Orloff se récuse. Mais incognito, par l'intermédiaire de Théo, il met Gu au courant du projet. Malgré l'opposition de Manouche, qui craint que l'affaire tourne mal, Gu, à court de fonds et désireux d'aider Paul, accepte le marché. Le hold-up a lieu, au cours duquel Gu abat un motard.
Blot se rend à Marseille pour y traquer Gu. Il rencontre le commissaire Fardiano, un homme bourru, peu coopératif et dépourvu de scrupules. Une mise en scène entraîne l'arrestation de Gu. Enregistré à son insu sur un magnétophone, il a fait état de la complicité de Paul Ricci dans le récent hold-up. Ses aveux font la une des journaux. Jo désire venger son frère incarcéré mais aussi - et surtout - empocher sa part du butin. Venu à Marseille, il manipule les deux complices du hold-up, qui craignent que Gu les dénonce. Mais fidèle au code de l'honneur, Gu s'évade pour rétablir la vérité. Caché dans la voiture de Fardiano, il oblige ce dernier à consigner, dans un calepin, l'aveu signé de ses méthodes illégales (l'un destiné à la presse, l'autre au ministère de la Justice), puis l'abat tout en conduisant. Ensuite, il règle ses comptes avec Jo et sa bande : c'est un massacre général. Blot arrive auprès de Gu, qui agonise. Dans un dernier souffle, Gu prononce le nom de Manouche puis sort de sa poche le carnet contenant les aveux de Fardiano. À Manouche qui le questionne, Blot affirme que Gu n'a absolument rien dit en mourant. Manouche en éprouve une peine profonde. Devant la presse, Blot laisse tomber au sol, comme par inadvertance, le calepin compromettant. Il attire l'attention d'un journaliste, qui le ramasse.

## Fiche technique
- Titre : Le Deuxième Souffle
- Titre international : Second Breath (version anglaise et américaine, 1966)
- Réalisation : Jean-Pierre Melville assisté de Georges Pellegrin, et Jean-François Adam
- Format :  35 mm - Noir et blanc - Ratio : 1,66:1 - Son : Monophonique
- Scénario : José Giovanni d'après son roman Le Deuxième Souffle
- Dialogues : Jean-Pierre Melville et José Giovanni
- Montage : Monique Bonnot, Michèle Boëhm assistées de Catherine Muloin et Ziva Postec
- Photographie : Marcel Combe, Jean-Claude Boussard (assistant opérateur)
- Costumes : Michel Tellin
- Musique : Bernard Gérard
- Décors : Jacques Dardeau (accessoiriste), Daniel Villeroy (accessoiriste meuble), Guy Maugin (ensemblier)
- Son : Alex Pront et Jacques Gallois à l'enregistrement
- Scripte : Suzanne Durrenberger
- Production : André Labay et Charles Lumbroso
- Distribution : S.N. Prodis
- Pays d'origine :  France
- Genre : Film de gangsters et drame
- Durée : 150 minutes
- Version : interdit aux moins de 18 ans[1], puis tout public[2]
- Date de sortie : France, 4 novembre 1966, aux cinémas Colisée et Madeleine à Paris
- Visa de contrôle cinématographique N° 31.941
- Affiche : René Ferracci (France)

## Distribution
- Lino Ventura : Gustave Minda, dit « Gu »
- Paul Meurisse : le commissaire Blot
- Raymond Pellegrin : Paul Ricci
- Christine Fabréga : Simone Pelletier, dite « Manouche »
- Marcel Bozzuffi : Jo Ricci
- Paul Frankeur : le commissaire Fardiano
- Denis Manuel : Antoine Ripat
- Jean Négroni : l'inspecteur qui piège « Gu »
- Michel Constantin : Alban
- Pierre Zimmer (doublé par Jacques Deschamps) : Orloff
- Pierre Grasset : Pascal Leonetti
- Sylvain Lévignac : Louis Bartel
- Raymond Loyer : Jacques, dit « le notaire »
- Albert Michel : Marcel, dit « le Stéphanois »
- Jean-Claude Bercq : l'inspecteur adjoint du commissaire Blot
- Louis Bugette : Théo, le passeur
- Albert Dagnant : Jeannot Franchi
- Roger Fradet : Bernard, le complice d'évasion de « Gu »
- Marcel Bernier : le policier de garde à l'hôpital
- Pierre Gualdi : un adjoint de Blot

Photos des principaux interprètes.
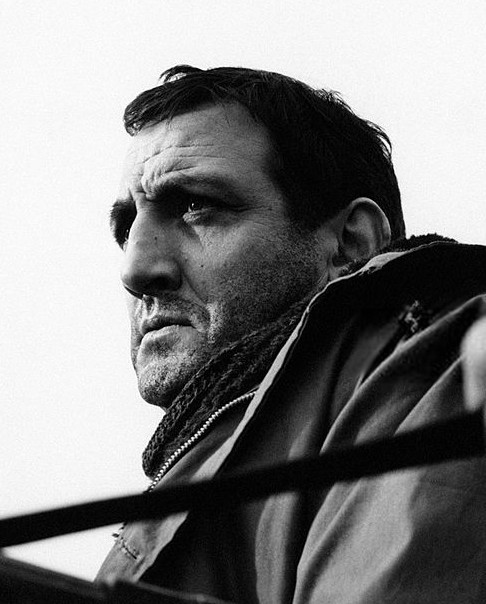
Lino Ventura en 1961.
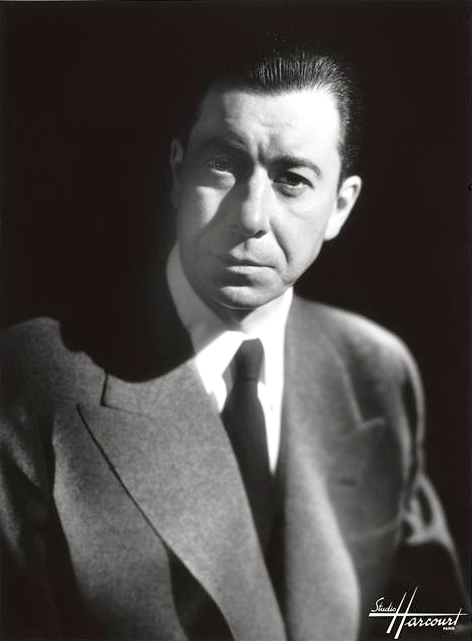
Paul Meurisse en 1953.
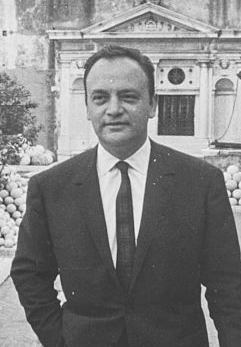
Raymond Pellegrin en 1962.
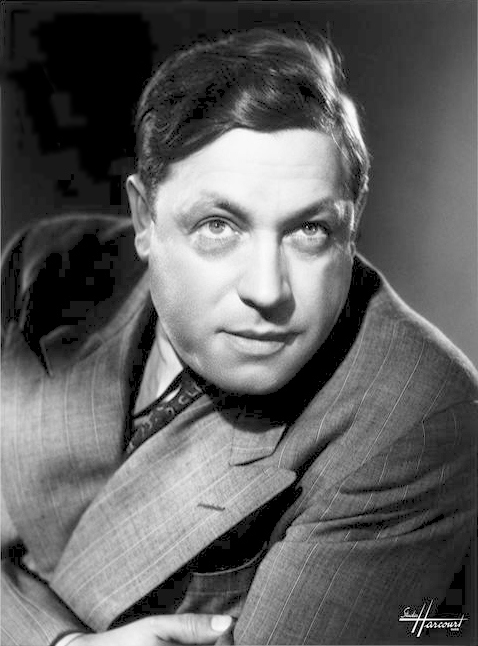
Paul Frankeur en 1947.

## Personnages
José Giovanni s'est inspiré pour son roman d'origine de personnes réelles qu'il a fréquentées dans le « milieu » pendant l'Occupation ou en prison après-guerre :
- le personnage de Gu Minda est inspiré par Auguste Méla, dit « Gu le terrible »[3], qui en septembre 1938 a réalisé l'attaque du « train d'or ». Condamné, il s'échappe de la prison de Castres en mars 1944 avec Bernard Madeleine, comme dans le début du film. C'est avec Bernard Madeleine, le futur « caïd des caïds », que José Giovanni a participé aux exactions d'un faux maquis en Bretagne en juin 1944 ;
- le personnage de Manouche est inspiré de Germaine Germain, dite « Manouche »[4]. Elle a été la maîtresse de Paul Carbone, « l'empereur de Marseille » qui a travaillé avec « la Carlingue ». À la sortie du film, Germaine Germain a d'ailleurs fait savoir par référé qu'elle n'a jamais eu de relation avec Auguste Méla[5] ;
- Orloff est inspiré de Nicolaï Alexandre Raineroff dit « Orloff », agent de la Gestapo fusillé pour intelligence avec l'ennemi le 8 mai 1945, avec lequel Giovanni a lui-même rançonné deux Juifs cachés à Lyon en août 1944[5] ;
- le personnage du commissaire Blot s'inspire du commissaire Georges Clot[6], responsable à la Libération de la cellule anti-Gestapo de la police judiciaire[7].

## Production

### Tournage
Le film devait être d'abord tourné en 1964, avec la distribution suivante : Serge Reggiani (Gu), Simone Signoret (Manouche), Lino Ventura (Blot), Roger Hanin (Jo Ricci), Georges Marchal (Orloff), Raymond Pellegrin (Paul Ricci) et Leny Escudero (Le Gitan). Les contrats étaient signés mais le tournage fut abandonné, en raison de problèmes de production (le producteur Fernand Lumbroso ne paie pas les techniciens et ne respecte pas l'échéancier des droits du livre ; Melville l'assomme).
Le livre étant libre, Gallimard, sur demande de Giovanni les remet à la vente : un autre projet se monte, avec Denys de La Patellière à la réalisation, Pascal Jardin au scénario, Ventura et Jean Gabin dans les rôles principaux. Melville obtient de ses relations au CNC que l'autorisation de tournage soit bloquée. Préférant finalement Melville à Jardin, Giovanni accepte d'octroyer à nouveau les droits au premier mais négocie ferme ces droits, tout comme les différents rôles : il obtient d'inverser ceux de Ventura et de Meurisse (qui devaient jouer respectivement Blot et Gu), de donner à Raymond Pellegrin le rôle de Paul Ricci à la place de Tino Rossi que Melville voulait prendre.
Après deux ans de tractations entre les deux hommes, le tournage commence le 21 février 1966.

### Bande originale

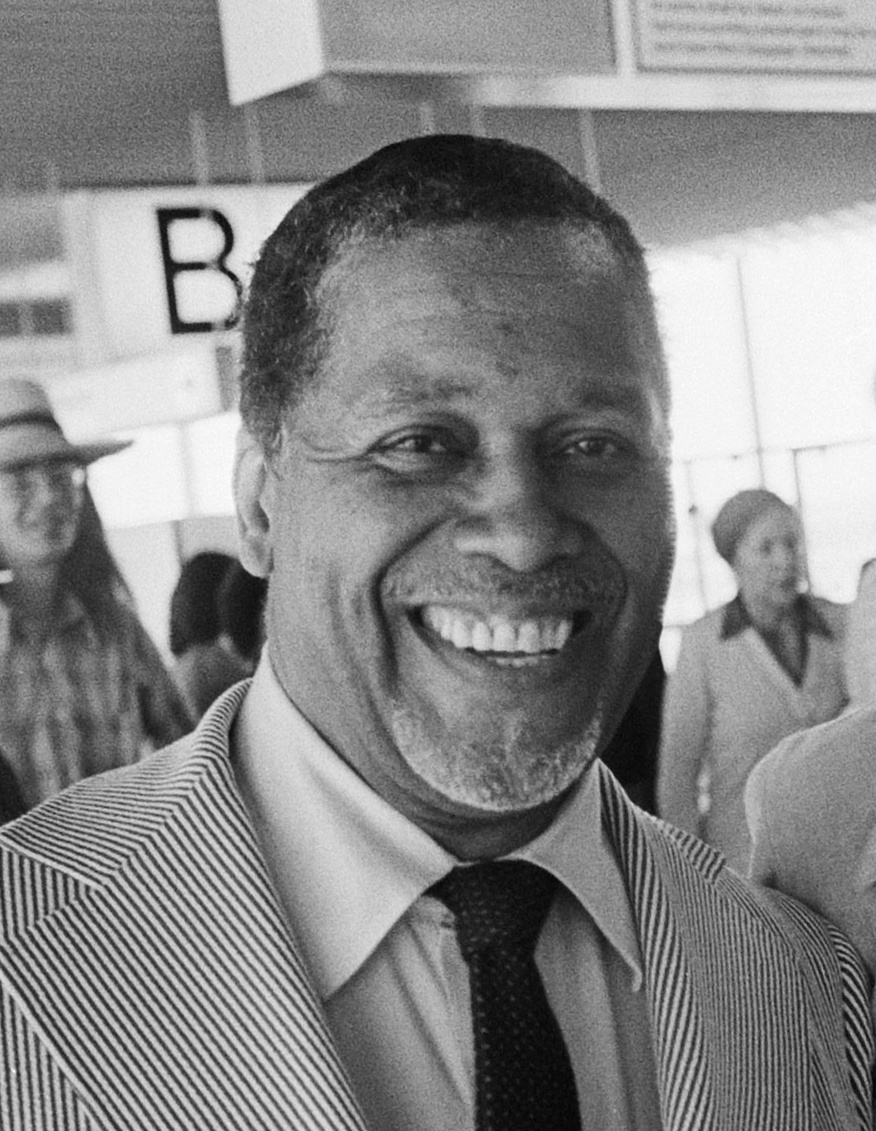
Le pianiste John Lewis a d'abord enregistré une musique qui suscita le rejet catégorique de Jean-Pierre Melville.

Initialement écrite par le pianiste de jazz John Lewis (dont la partition pour Le Coup de l'escalier était particulièrement appréciée de Jean-Pierre Melville), la bande originale du film a finalement été confiée à Bernard Gérard après que le réalisateur eut refusé les différentes propositions de John Lewis.
Essentiellement connu comme arrangeur, Bernard Gérard a longtemps été assistant et orchestrateur pour Michel Magne avant d'écrire les bandes originales de certains films de Georges Lautner,. Interrogé par Serge Elhaïk, le compositeur s'est souvenu qu'il avait écrit une musique beaucoup plus longue que celle que l'on peut entendre dans le montage final. Lorsque Gérard proposait à Melville d'illustrer certaines scènes par un de ses thèmes, le cinéaste lui rétorquait : « Mais vous n'y pensez pas, ça n'est pas possible ! ». Du coup, le film comporte extrêmement peu de musique, excepté sur plusieurs scènes dansées dans un cabaret, ainsi qu'au moment de l'attaque du fourgon blindé, où elle adopte des teintes volontiers atonales et abstraites.
Bernard Gérard a tout de même écrit un thème principal d'une grande sobriété pour trompette soliste, contrebasse jouée à l'archet, piano et vibraphone, et dont le réalisateur n'a conservé qu'un fragment dans le générique de fin. Concernant la manière dont Melville avait traité sa musique dans l'ensemble, le compositeur estime que : « C'est un monsieur qui aimait le silence. Son film était finalement assez fort et n'avait pas besoin de musique ».
L'intégralité de cette bande originale, fortement empreinte de jazz sous l'influence du vibraphoniste Milt Jackson, reste pour l'instant inédite. Cependant, l'un des thèmes diégétiques, utilisé lors de la première scène dansée dans la boîte de nuit puis réarrangé pour le disque sous la forme de deux variations différentes, a fait l'objet d'un unique 45 tours de musique soul jazz qui a été publié en 1966 par le label japonais Seven Seas.
| 1. | Le Deuxième Souffle - Générique (thème de la 1re scène dansée adapté en soul jazz)             | 2:45 |
| 2. | Le Deuxième Souffle - Final (variation du même thème arrangé pour quintette de style hard bop) | 2:20 |

## Accueil

### Critique
Un éventail très représentatif de l'accueil critique est compilé dans les pages du site de la Cinémathèque française. On y retrouve des extraits des articles publiés alors par l'ensemble de la presse :
- Henry Chapier[1] pour Combat du 2 novembre 1966 ;
- Pierre Marcabru[1] pour Arts du 2 novembre 1966 ;
- Claude Garson[1] pour L’Aurore du 3 novembre 1966 ;
- Robert Chazal[1] pour France-Soir du 4 novembre 1966 ;
- Samuel Lachize[1] pour L’Humanité du 5 novembre 1966 ;
- Yvonne Baby[1] pour Le Monde du 7 novembre 1966 ;
- Michel Aubriant[1] pour Le Nouveau Candide du 7 novembre 1966 ;
- Louis Chauvet[1] pour Le Figaro du 9 novembre 1966 ;
- Michel Duran[1] pour Le Canard enchaîné du 9 novembre 1966 ;
- Marcel Martin[1] pour Les Lettres françaises du 10 novembre 1966 ;
- Claude Mauriac[1] pour Le Figaro littéraire du 10 novembre 1966 ;
- Annie Coppermann[1] dans Le Cinéma français / Les Échos du 10 novembre 1966 ;
- Madeleine Garrigou-Lagrange[1] dans Témoignage chrétien du 11 novembre 1966 ;
- Jean Rochereau[1] pour La Croix du 11 novembre 1966 ;
- Claude-Marie Tremois[1] pour Télérama du 13 novembre 1966 ;
- Jean-Louis Bory[1] pour Le Nouvel Observateur du 16 novembre 1966 ;
- Albert Cervoni[1] pour France nouvelle du 16 novembre 1966 ;
- Étienne Fuzellier[1] pour Éducation nationale  du 17 novembre 1966 ;
- Henri Marc[1] dans Le Populaire du 22 novembre 1966.

### Box-office
Le film rassemble au total en France 1 912 749 entrées (dont 647 857 spectateurs à Paris),.

## Autour du film
- Le surnom Manouche est celui d'une femme qui a réellement existé. C'était une femme très belle qui a eu pour amant le gangster Carbone et avec qui elle a eu un fils. Alphonse Boudard raconte la vie rocambolesque de cette femme dans son livre Manouche se met à table (1975, Flammarion).
- L'acteur Mel Ferrer devait jouer le rôle d'Orloff, mais Melville ne le trouva pas bon ; il se débrouilla pour que Ferrer quitte le tournage après la première scène, et le remplaça par Pierre Zimmer[26].
- Lorsque Manouche monte l'escalier pour dîner avec Gu à Montrouge, on entend s'échapper d'un appartement un dialogue des Enfants terribles de Jean-Pierre Melville.
- Les scènes du braquage du fourgon se déroulent sur la route des Crêtes (D141) située sur les hauteurs des falaises Soubeyranes entre les communes de La Ciotat et de Cassis (notamment au niveau de parking du Belvédère).
- La scène où Gu monte dans le train est à l'origine de la brouille entre Lino Ventura et Jean-Pierre Melville, ce dernier ayant demandé secrètement au mécanicien d’accélérer progressivement la vitesse du train[27],[28].
- La scène où Gu Minda est abusé par l'équipe du commissaire Blot commence par l'arrivée de limousines dans un terrain bordant le rivage, totalement détrempé et dans lequel les voitures soulèvent des gerbes d'eau, à environ 1 h 41 min 36 s. Moins de 5 min 36 s après (à 1 h 46 min 74 s), la caravane des  limousines américaines quitte les lieux : un terrain sec.
- Ce film est le dernier tourné par Melville en noir et blanc[29].

## Remake
- Une autre adaptation du roman de José Giovanni a été réalisée par Alain Corneau en 2007 : Le Deuxième Souffle.

## Hommage
Le film a été montré dans le cadre de la Rétrospective Jean-Pierre Melville : l’intégrale, projetée au festival Premiers Plans, tenue à Angers en 2010.